# Soriano (departman)
Departman Soriano departman je u zapadnom dijelu Urugvaja. Graniči s departmanom Río Negro na sjeveru, Floresom na zapadu i Colonijom na jugu. Sjedište departmana je grad Mercedes. Rijeka Urugvaj ga odvaja od Argentine. Prema popisu stanovništva iz 2011. godine, departman ima 82.594 stanovnika.

## Stanovništvo i demografija
Prema popisu stanovništva iz 2011. godine na području departmana živi 82.594 stanovnika (40.853 muškaraca i 41.742 žene) u 32.075 kućanstava.
- Prirodna promjena: 0.558 ‰
  - Natalitet: 16,60  ‰
  - Mortalitet: 9,41  ‰
- Prosječna starost: 31.7 godina
  - Muškarci: 30,8 godina
  - Žene: 32,6 godina
- Očekivana životna dob: 76,32 godine
  - Muškarci: 73,47 godine
  - Žene: 79,26 godine
- Prosječni BDP po stanovniku: 9.648   urugvajskih pesosa mjesečno

- Izvor: Statistička baza podataka 2010.[2]

| Grad               | Stanovništvo |
| ------------------ | ------------ |
| Mercedes           | 41.974       |
| Dolores            | 17.174       |
| Cardona            | 4.600        |
| Palmitas           | 2.123        |
| José Enrique Rodó  | 2.120        |
| Chacras de Dolores | 1.961        |
| Villa Soriano      | 1.124        |

| Naselje                    | Stanovništvo |
| -------------------------- | ------------ |
| Santa Catalina             | 998          |
| Egaña                      | 783          |
| Risso                      | 557          |
| Villa Darwin (Sacachispas) | 456          |
| Cañada Nieto               | 430          |
| Agraciada                  | 394          |
| Palmar                     | 381          |

## Vanjske poveznice
- (šp.) Departman Soriano - službene stranice